# دلاص (فلم)
دلاص هو فيلم كوميدي مغربي صدر سنة 2016، من كتابة وإخراج محمد علي المجبود، وبطولة كل من عزيز داداس، أمل الأطرش، كمال كاظمي، إدريس الروخ، عدنان موحجة، وسعاد العلوي. يُسلط الفيلم الضوء على واقع السينما المغربية في قالب كوميدي، من خلال عرض الضغط النفسي الذي يتعرض له المخرج أثناء عمله، ومعاناة المشتغلين بالحقل السينمائي، ممثلين وتقنيين. ويعتبر أول فيلم كوميدي يتطرق إلى صناعة الأفلام في المغرب.

## القصة
تدور أحداث الفيلم حول مخرج سينمائي يعيش عطالة مؤقتة، وأزمة مالية خانقة، بسبب غياب منتجين حقيقيين وكتاب سيناريو محترفين، بعد تألقه في سنوات خلت حصل خلالها على جوائز مهمة جعلت منه مخرجا ناجحا في فترة من الفترات. مع اشتداد الأزمة يفتح أحد الأثرياء الباب أمام المخرج (الهواري) الملقب بـ(دلاص)، طالبا منه إخراج فيلم يتناول السيرة الذاتية لوالده الراحل. بعد تردد يضطر (دلاص) لقبول العرض، لتحقيق حلمه في العودة إلى الأضواء وإخراج فيلم العمر، ولو مع منتج انتهازي يسعى إلى تلميع صورته وصنع تاريخ مشرف لوالده الذي اغتنى بطريقة غير مشروعة.

## طاقم التمثيل
- عزيز داداس بدور دلاص
- أمل الأطرش بدور حليمة
- كمال كاظمي بدور قابيل
- عصام بوعلي بدور شريفة
- سعاد العلوي بدور السعدية
- عدنان موحجة بدور منير
- إدريس الروخ بدور مستوري

## جوائز وتشريفات
شارك الفيلم قبل عرضه بالمغرب ضمن فعاليات مهرجان السينما في أبيدجان، وكان ضمن المسابقة الرسمية لمهرجان قرطاج السينمائي ومهرجان الإسكندرية السينمائي الدولي، بالإضافة إلى مجموعة من المهرجانات بأوروبا.
وقد حاز على جائزتين من المهرجان الوطني للفيلم بطنجة 2016، أولهما كانت من نصيب عزيز داداس، والثانية للممثلة أمل الأطرش.

## روابط خارجية
- مقالات تستعمل روابط فنية بلا صلة مع ويكي بيانات